# Elbenia
Elbenia is een geslacht van rechtvleugeligen uit de familie sabelsprinkhanen (Tettigoniidae). De wetenschappelijke naam van dit geslacht is voor het eerst geldig gepubliceerd in 1876 door Stål.

## Soorten
Het geslacht Elbenia omvat de volgende soorten:
- Elbenia appendiculata Brunner von Wattenwyl, 1898
- Elbenia bispinosa Karny, 1923
- Elbenia borneensis Karny, 1926
- Elbenia brevixipha Brunner von Wattenwyl, 1898
- Elbenia digitata Karny, 1926
- Elbenia dyscrita Karny, 1926
- Elbenia fissa Karny, 1923
- Elbenia fraser Tan, 2014[1]
- Elbenia fusca Karny, 1923
- Elbenia javanica Karny, 1926
- Elbenia loliifolia Haan, 1842
- Elbenia makilingae Hebard, 1922
- Elbenia manillensis Pictet, 1888
- Elbenia modesta Brunner von Wattenwyl, 1891
- Elbenia nigrosignata Stål, 1876
- Elbenia pendleburyi Karny, 1926
- Elbenia robinsoni Karny, 1926
- Elbenia serraticauda Hebard, 1922
- Elbenia smedleyi Karny, 1926
- Elbenia tenera Brunner von Wattenwyl, 1878